# Wolfgang Friedmann
Wolfgang Gaston Friedmann (* 25. Januar 1907 in Berlin; † 20. September 1972 in New York) war ein deutsch-amerikanischer Jurist und Professor für internationales Recht an der Columbia University, der sich insbesondere im Bereich des internationalen Wirtschaftsrechts profilierte. Nach ihm ist der Wolfgang Friedmann Memorial Award benannt, der von der Columbia University für herausragende Leistungen im Bereich des internationalen Rechts verliehen wird.

## Leben

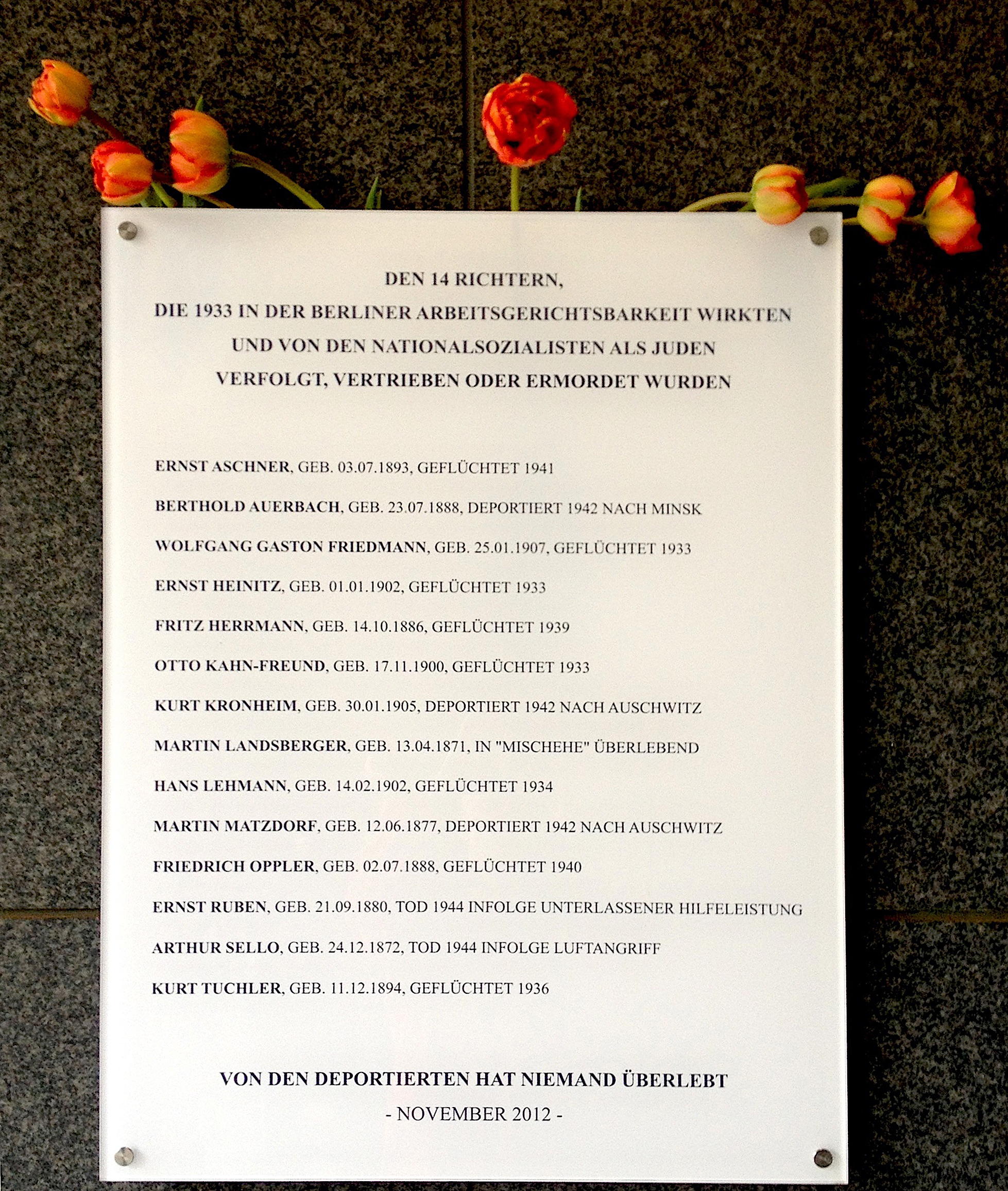
Gedenktafel zu Ehren der jüdischen Richter in der Berliner Arbeitsgerichtsbarkeit

Wolfgang Friedmann wurde 1907 in Berlin geboren. Er wuchs in Deutschland auf und schloss 1930 sein Jurastudium an der Universität Berlin ab. Anschließend praktizierte er zunächst als Rechtsanwalt und ab 1933 als Richter an einem Arbeitsgericht. Nachdem er nach der Machtergreifung der Nationalsozialisten entlassen worden war, emigrierte er 1934 nach London und nahm die britische Staatsbürgerschaft an. An der University of London erlangte er zwei Jahre später einen Abschluss als Master of Laws (LL.M.) und 1947 die Promotion. Er spezialisierte sich im Bereich des Völkerrechts und wirkte unter anderem als Dozent an der University of London sowie als Professor an der Universität Melbourne und der University of Toronto. Von 1955 bis zu seinem Tod war er Professor für internationales Recht sowie Director of International Legal Research (Direktor für internationale Rechtsforschung) an der Columbia University in New York (USA). 1961 wurde er in die American Academy of Arts and Sciences gewählt.
Wolfgang Friedmann wurde 1972 von drei Jugendlichen bei einem bewaffneten Raubüberfall auf offener Straße getötet, ein Ereignis, das aufgrund seiner Umstände große öffentliche Aufmerksamkeit in New York hervorrief. So kommentierte die New York Times den Tod von Friedmann, dem mehrere vorbeigehende Passanten keine Hilfe leisteten, und der infolgedessen in unmittelbarer Nähe zum Morningside Heights Campus der Columbia University verblutete, in einem Editorial mit den Worten „The jungle could not be more unfeeling towards its creatures“ (Selbst der Dschungel könnte nicht gefühlloser gegenüber seinen Geschöpfen sein). Nur zwei Wochen vor seinem Tod war mit dem israelischen Gewichtheber David Mark Berger einer seiner Studenten bei der Geiselnahme von München während der Olympischen Sommerspiele 1972 getötet worden.
Wolfgang Friedmann war ab 1937 verheiratet und Vater von drei Söhnen.

## Wirken
Schwerpunkte der Forschungstätigkeit von Wolfgang Friedmann waren insbesondere das internationale Wirtschaftsrecht sowie wirtschaftliche Probleme in Entwicklungsländern und die Auswirkungen von Entwicklungshilfe. Weitere Gebiete, in denen er sich profilierte, waren die Rechtssoziologie sowie die vergleichende Rechtswissenschaft. Er betrachtete das Recht dabei vor allem als ein Mittel zur Verbesserung des Zustandes der Menschheit, zur Beseitigung der Unzulänglichkeiten der menschlichen Gesellschaft sowie zum Erreichen einer universellen Friedens- und Wohlstandsordnung.

## Gedenken
Die Juristische Fakultät der Columbia University verleiht zum Gedenken an Wolfgang Friedmann seit 1975 den Wolfgang Friedmann Memorial Award für herausragende Leistungen im Bereich des internationalen Rechts. Zu den bisherigen Preisträgern zählen unter anderem die frühere Richterin am Obersten Gerichtshof der Vereinigten Staaten Sandra Day O’Connor (2007), der ehemalige schwedische Außenminister und Direktor der Internationalen Atomenergieorganisation Hans Blix (2002), der frühere amerikanische Außenminister James Baker (1996) und der ehemalige UN-Generalsekretär Boutros Boutros-Ghali (1995).

## Werke (Auswahl)
- Legal Theory. Stevens & Sons, London 1953
- The Changing Structure of International Law. Columbia University Press, New York 1964
- Joint International Business Ventures in Developing Countries: Case Studies and Analyses of Recent Trends. Columbia University Press, New York 1971